# يودوبنزين
يودوبنزين (أو يود البنزين) هو مركب عضوي صيغته الكيميائية C6H5I، وهو ينتمي إلى هاليدات الأريل، ويوجد على هيئة سائل عديم اللون.

## التحضير
يحضر المركب وفق تفاعل ساندماير انطلاقاً من الأنيلين للحصول على مركب ديازونيوم من التفاعل مع نتريت الصوديوم وحمض الهيدروكلوريك؛ ثم بإضافة يوديد البوتاسيوم:

## الخواص
يوجد المركب في الشروط القياسية على هيئة سائل عديم اللون، وهو غير قابل للامتزاج مع الماء.

## الاستخدامات
يمثل يودوبنزين أحد السينثونات لإدخال مجموعة الفينيل في تفاعلات الاصطناع العضوي.
يمكن أن يستخدم هذا المركب في تفاعلات الازدواج مثل تفاعل ازدواج سونوغاشيرا Sonogashira coupling وفي تفاعل هيك.